# IC 3992
IC 3992 је појединачна звијезда у сазвјежђу Ловачки пси која се налази на листи објеката дубоког неба у Индекс каталогу.
Деклинација објекта је + 36° 46' 19" а ректасцензија 12h 59m 33,4s.